# Lower Salem
Lower Salem é uma vila localizada no estado norte-americano de Ohio, no Condado de Washington.

## Demografia
Segundo o censo norte-americano de 2000, a sua população era de 109 habitantes.
Em 2006, foi estimada uma população de 103, um decréscimo de 6 (-5.5%).

## Geografia
De acordo com o United States Census Bureau tem uma área de
0,2 km², dos quais 0,2 km² cobertos por terra e 0,0 km² cobertos por água. Lower Salem localiza-se a aproximadamente 197 m acima do nível do mar.

## Localidades na vizinhança
O diagrama seguinte representa as localidades num raio de 16 km ao redor de Lower Salem.